# Frozen (musical)
Frozen is een musical van Walt Disney Theatrical Productions, gebaseerd op de gelijknamige animatiefilm uit 2013. De musical speelde een try-out periode van enkele weken vanaf 17 augustus 2017 in Denver, en had zijn Broadway-premiere op 22 maart 2018. Op 10 november 2019 begint er een Amerikaanse tour. Ook zijn er producties aangekondigd voor Sydney, Australië en West End.
Kristen Anderson-Lopez en Robert Lopez, die ook de nummers voor de film schreven, schreven enkele nieuwe nummers voor de musical. Jennifer Lee, die het scenario voor de animatiefilm neerpende, tekende ook voor het boek van de musical.

## Verhaal
Frozen vertelt het verhaal van de zussen Anna en Elsa. Elsa is geboren met toverkrachten die ze niet onder controle kan houden en waardoor ze tijdens haar kinderjaren Anna levensgevaarlijk verwondt. Om dit in de toekomst te voorkomen, houden hun ouders hun uit elkaar. Wanneer hun ouders, die de monarchen zijn van het land, omkomen in een storm op zee, wordt Elsa tot nieuwe koningin uitgeroepen. Tijdens de kroning loopt het echter mis, en raakt het hele koninkrijk betoverd. Elsa vlucht, nu iedereen heeft gezien wie ze werkelijk is. Anna wil haar zus terugvinden en trekt er daarom op uit om Elsa terug te halen.

## Nummers
Eerste akte
- "Vuelie" – Company
- "Anna and Elsa" – Jonge Anna, Jonge Elsa en stedelingen
- "A Little Bit of You" – Jonge Elsa en Jonge Anna
- "Do You Want to Build a Snowman?" – Jonge Anna
- "For the First Time in Forever" – Anna, Elsa en stedelingen
- "Hans of the Southern Isles" – Hans
- "Dangerous to Dream" – Elsa en stedelingen
- "Love Is an Open Door" – Anna en Hans
- "Reindeer(s) Are Better Than People" – Kristoff
- "What Do You Know about Love?" – Anna en Kristoff
- "In Summer" – Olaf
- "Hans of the Southern Isles (Reprise)" – Hans, Hertog van Weselton en stedelingen
- "Let It Go" – Elsa

Tweede akte
- "Hygge" – Oaken, Kristoff, Anna, Olaf en company
- "-For the First Time in Forever (Reprise)" – Anna en Elsa
- "When Everything Falls Apart" – Olaf, Kristoff en Anna
- "Fixer Upper" – Bulda, Olaf en het verborgen volk
- "Kristoff Lullaby" – Kristoff
- "Monster" – Elsa, Hans en vrijwilligers
- "Hans of the Southern Isles (Reprise 2)" – Hans
- "True Love" – Anna
- "Colder by the Minute" – Pabbie, Anna, Kristoff, Elsa, Hans en stedelingen
- "Vueille (Love Thaws)" – stedelingen
- "Resolution" – Company

## Rolverdeling
| Rol                                     | Broadway                      | Amerikaanse Tour                 | West End                                                     | Hamburg, Duitsland                      | Scheveningen, Nederland |
| Rol                                     | 2018-2020                     | 2019-...                         | 2021-2024                                                    | 2021-2024                               | 2024-... |
| --------------------------------------- | ----------------------------- | -------------------------------- | ------------------------------------------------------------ | --------------------------------------- | --- |
| Anna                                    | Patti Murin                   | Caroline Innerbichler            | Stephanie McKeon                                             | Celena Pieper                           | Nienke latten/ Sanne den Besten |
| Elsa                                    | Caissie Levy                  | Caroline Bowman                  | Samantha Barks                                               | Sabrina Weckerlin                       | Vajèn van den Bosch |
| Kristoff                                | Jelani Alladin                | Mason Reeves                     | Obioma Ugoala                                                | Benet Monteiro                          | Naidjim Severina |
| Hans                                    | John Riddle                   | Austin Colby                     | Oliver Ormson                                                | Milan van Waardenburg                   | Tristan van der Lingen |
| Olaf                                    | Greg Hildreth                 | F. Michael Haynie                | Craig Gallivan                                               | Elindo Avastia                          | Steven Roox |
| Graaf van Wesselland (Duke of Weselton) | Robert Creighton              | Jeremy Morse                     | Richard Frame                                                | Eric Minsk                              | Jorge Verkroost |
| Sven                                    | Andrew Pirozzi Adam Jepsen    | Collin Baja Evan Strand          | Ashley Birchall Mikayla Jade                                 | Petter Linsky Antoine D. Banks-Sullivan | Mathijs Pater Nicholas Li |
| Eik van Houten (Oaken)                  | Kevin Del Aguila              | Michael Milkanen                 | Jak Skelly                                                   | Marlon Wehmeier                         | Martijn van Voskuijlen |
| Jonge Anna                              | Audrey Bennet Mattea Conforti | Stella Cobb Arwen Monzon-Sanders | Summer Beston Asanda Abbie Masike Kanon Narumi Ellie Shenker | wisselende bezetting                    | Zoë Black Mila Ebbenhorst Djenova van Oers Jaime-Lee Rose Biervliet Valentina Smith Aysia-Mae Wijnaldum Vayèn Winterkamp Aurelia Fontijn Chiara Sie Laura van Tol Nina Wang |
| Jonge Elsa                              | Brooklyn Nelson Ayla Schwartz | Alyssa Kim Jaiden Klein          | Minaii.K Tilly-Raye Bayer Freya Scott Sasha Watson-Lobo      | wisselende bezetting                    | Frédérique van Baarsen Meadow Isselt Vlinder de Jong Jolie Winterkamp Alisha Maduro Jazmin Tmisela Jenia Pekar Mia Wang Noa Lambertus Vieve Kuijpers                        |
| Koningin Iduna                          | Ann Sanders                   | Marina Kondo                     | Jacqui Sanchez                                               | Lanie Sumalinog                         | Lynn Mancel |
| Koning Agnarr                           | James Brown III               | Kyle Lamar Mitchell              | Gabriel Mokake                                               | Dominik Doll                            | Jermaine Faber |
| Pabbie                                  | Timothy Hughes                | Tyler Jiminez                    | Joshua St. Clair                                             | David Negletto                          | Michael Konings |
| Bulda (Bulba)                           | Olivia Phillip                | Brit West                        | Emily Mae                                                    | Kimberly Thompson                       | Kimberly Thompson |

## Productie
Begin januari 2014 vertelde Disney CEO Bob Iger in een interview dat een musical rond de immens populaire animatiefilm Frozen in een vroege ontwikkelingsfase zat.
Op 13 februari 2015 bevestigde Thomas Schumacher, de CEO van Walt Disney Theatrical Productions dat Kristen Anderson-Lopez en Robert Lopez, die de musicalnummers voor de animatiefilm schreven, extra materiaal zullen produceren voor de theaterproductie. Ook werd aangekondigd dat Jennifer Lee, de scenarist en co-regisseur van de animatiefilm, was aangetrokken om het boek van de musical te schrijven.
Begin februari 2016 kondigde Disney aan dat de productie gepland staat om op Broadway te openen in de lente van 2018, met een try-out periode in de zomer van 2017 in een nog nader te bepalen stad. Ook werd bekendgemaakt dat Alex Timbers werd aangetrokken als regisseur en Tony Award winnaar Peter Darling tekende voor de choreografie van de musical. Twee dagen later werd aangekondigd dat de try-out voorstellingen in de zomer van 2017 zouden doorgaan in het Denver Performing Arts Complex te Denver.
Op 27 september 2016 maakte Disney bekend dat het creatieve team van de musical een aanpassing had ondergaan. Timbers en Darling verlieten het project en werden vervangen door Michael Grandage en Christopher Gattelli. Gatelli verliet de productie in juni 2017 en werd vervangen door Rob Ashford.

### Nederlandse productie
Op 1 juni 2023 werd via een auditieoproep aangekondigd dat Frozen de Musical naar Nederland wordt gehaald door Stage Entertainment. Op 16 augustus 2023 werd officieel bekendgemaakt dat previews van de Nederlandse voorstelling zullen beginnen op 31 mei 2024 met de première op 9 juni 2024 in het Circustheater in Scheveningen. De vertaling wordt verzorgd door Erik van Muiswinkel, die eerder al de musical Aladdin heeft vertaald. In de nieuwe vertaling zullen de musicalnummers die bekend zijn uit de film van 2013 niet worden herschreven.
De eerste try-out speelden op 31 mei, waarna de première op 9 juni plaats vond.

## Verschillen met de film

### Personages
- Marshmallow en de wolven komen niet voor in de musical. Het team zocht meer psychologisch, en minder fysiek drama.
- De trollen zijn vervangen door een groep die bekend staat als 'The Hidden Folk', geïnspireerd op Scandinavische folklore.
- Cliff de Trol zit niet in de musical

### Verhaal
- De film opent met een groep mannen rond een bevroren meer, terwijl ze 'Frozen Heart' zingen. De musical opent met een verlaten landschap, met gezang van 'the Hidden Folk'. Het nummer 'Frozen Heart' zit niet in de musical, echter zijn er wel instrumentale melodieën te horen.
- In de musical sterven Koning Agnarr en Koningin Iduna als Elsa en Anna kinderen zijn, terwijl ze al tieners zijn in de film.

- In de musical zit "Let It Go" na "Reindeer(s) Are Better Than People" en "In Summer", net voor de pauze.
- In de musical gaat 'Weselton' mee op reis met Hans, in de film gaan alleen zijn wachters mee.